# Yển Diên
Chòm sao Yển Diên, (chữ Hán: 堰蜓, tiếng La Tinh: Chamaeleon) là một trong 88 chòm sao hiện đại, mang hình ảnh Tắc Kè.
Chòm sao nhỏ này có diện tích 132 độ vuông, nằm trên thiên cầu nam, chiếm vị trí thứ 78 trong danh sách các chòm sao theo diện tích.
Chòm sao Yển Diên nằm kề các chòm sao Thương Dăng, Thuyền Để, Phi Ngư, Sơn Án, Nam Cực, Thiên Yến.

## Tên gọi
Chòm sao này còn có tên Yển Đình.

## Thiên thể
Các thiên thể đáng quan tâm
- Sao biến đổi Z Cha